# 아르헨티나의 역사
아르헨티나의 역사는 크게 콜럼버스 이전의 시대 또는 초기 역사(16세기까지), 식민지 시대(1530년~1810년), 국가 건설 시기(1810년~1880년), 현대 아르헨티나의 역사(1880년경)로 나눌 수 있다.
아르헨티나의 선사 시대는 약 13,000년 전 파타고니아 남단에 최초의 인류 정착지로 시작되었다.
1516년 후안 디아스 데 솔리스의 스페인 연대기 작가들이 라플라타강 원정에 도착하면서 역사가 시작되었다.
1776년에 스페인 국왕은 리오데라플라타 부왕령을 세웠는데, 1810년 5월 혁명과 함께, 리오데라플라타 연합주라고 불리는 것을 포함한 몇몇 독립 국가들의 점진적인 형성 과정을 시작했다. 1816년 7월 9일 독립 선언과 1824년 스페인 제국의 군사적 패배로, 오늘날 아르헨티나 공화국으로 알려진 연방 국가가 1853~1861년에 형성되었다.

## 콜럼버스 이전 시대
아르헨티나에 최초로 인간이 정주한 증거는 파타고니아에서 발견되며 기원전 11000여년으로 거슬러 올라간다. 이 지역에는 국가 없이 인디오들이 부족을 이루며 살고 있었는데, 15세기 초반부터 파차쿠텍 왕이 통치하던 잉카 제국은 1480년에 공격을 시작하여 오늘날의 아르헨티나 북서부를 정복해서 코야수유 지역에 포함시켰다. 과라니족들은 유카, 고구마, 예르바 마테 농업을 발전시켰다. 중부와 남부 지역(팜파스와 파타고니아)는 유목민들이 지배했으며 17세기에 마푸체인들이 통일시켰다.

## 식민 시대

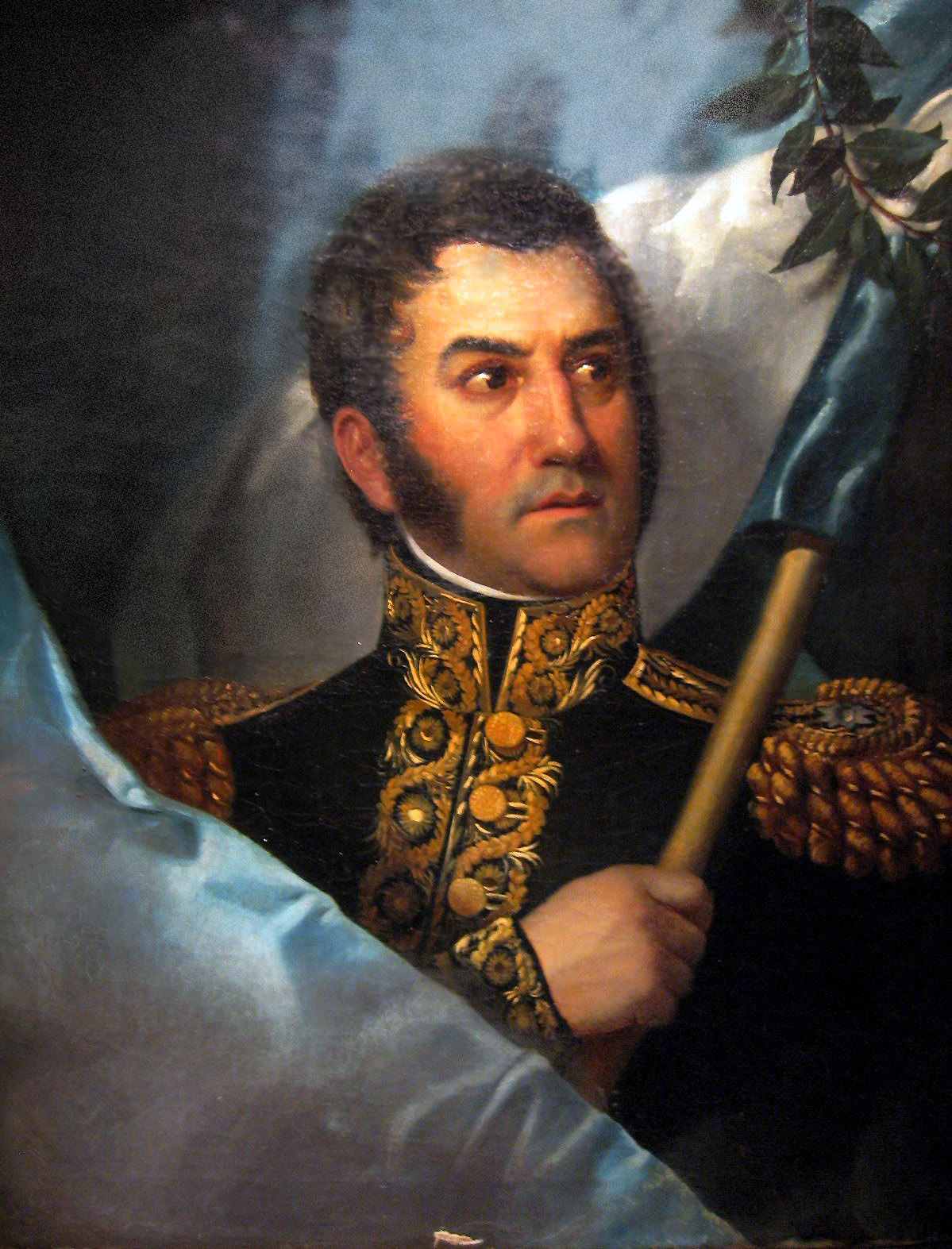
호세 데 산 마르틴 장군. 아르헨티나와 칠레, 페루의 해방자

1516년 이 땅에 유럽인들이 처음으로 들어왔다. 스페인은 1580년 부에노스아이레스에 영구 식민지를 건설했으며, 1776년 리오데라플라타 부왕령을 설치했다. (이 영향으로 스페인어가 아르헨티나의 공용어로 쓰이고 있고 로마 가톨릭이 주요 종교이다.) 이 지역은 주로 스페인 이민자들과 크리오요라는 그들의 후손과 토착민과 아프리카 노예의 후예들의 나라였다. 식민 시대 정착민 중 1/3은 부에노스 아이레스나 다른 도시에 모여 살았으며, 나머지는 가우초라 하여 팜파스에서 살았다. 토착민들은 아르헨티나에서 그 밖의 다른 지역에서 살았다. 영국이 1806~1807년에 부에노스 아이레스에 두 번 침공했으나 크리요오들은 그들을 물리쳤다.

## 독립
1810년 5월 25일 페르디난도 7세가 나폴레옹의 침공으로 쫓겨났단 소문이 사실로 드러나면서 부에노스 아이레스 시민들은 1차 의회(First Government Junta, 5월 혁명)을 조직했다. 현재의 아르헨티나를 이루게 되는 두 나라가 생겼는데, 남아메리카 합주국(1810년)과 자유 연맹(1815년)이었다. 다른 주들은 자치론자와 중앙집권론자들의 견해 차로 통합 국가에 귀속되는데 시간이 걸렸다. 파라과이는 1811년 독립을 선언하며 분리했다.

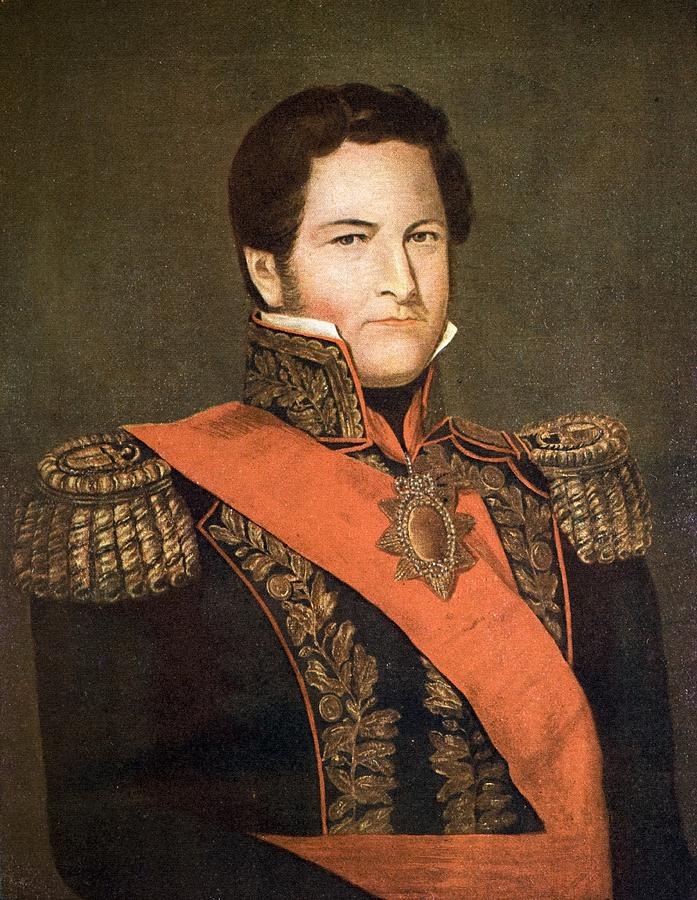
후안 마누엘 데 로사스. 1829~1852년 집권.

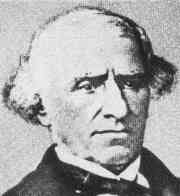
달마시오 벨레스 사르스필드. 그의 1869년 민법은 아르헨티나 법 제도의 초석을 놓았다.

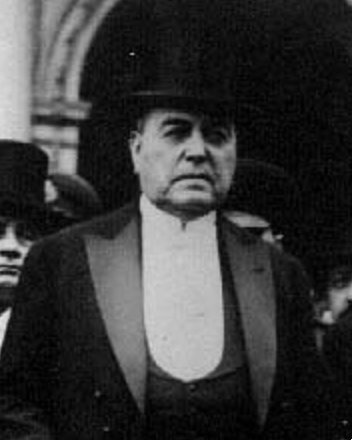
이폴리토 이리고옌 대통령. 1928년 끈기 있는 활동가로 (남성) 보통 선거를 관철하여 공화국의 첫 민선 대통령으로 선출되었다.

호세 데 산 마르틴이 1814년에서 1817년 사이에 군사 작전을 지휘하면서 점차 독립은 현실이 되었다. 아르헨티나 사람들은 산 마르틴을 국가 독립 영웅으로 추앙하고 있다. 산 마르틴과 그의 군대는 1817년 안데스를 넘어 칠레와 페루의 왕당파를 무찔러 독립을 공고하게 다졌다. 1816년 7월 9일 투쿠만 의회가 소집되어 스페인으로부터 공식적으로 독립을 선언했다. 1820년 자유 연맹(Liga Federal)은 남아메리카 통합주 군대와 브라질에서 온 포르투갈 군대의 공격으로 무너졌으며, 이 주는 남아메리카 통합주로 귀속되었다. 1825년 볼리비아가 독립을 선언했고, 1826년에 아르헨티나는 브라질로부터 독립을 시도하는 시스플라티나 주를 적극적으로 지지한 결과 당시 브라질의 속주였던 시스플라티나 주의 독립을 막으려는 브라질과 무력으로 충돌하여 전쟁을 하기에 이르렀다. 이것이 아르헨티나-브라질 전쟁이었다. 1828년에는 아르헨티나-브라질 전쟁이 정전을 맺고 그 결과 시스플라티나 주가 우루과이라는 이름으로 독립했다. 이 정전으로 부에노스 아이레스 주 총독 후안 마누엘 데 로사스가 부상했는데, 연방주의자인 그는 공포 정치를 펴고 불안한 연맹을 계속 유지했다.

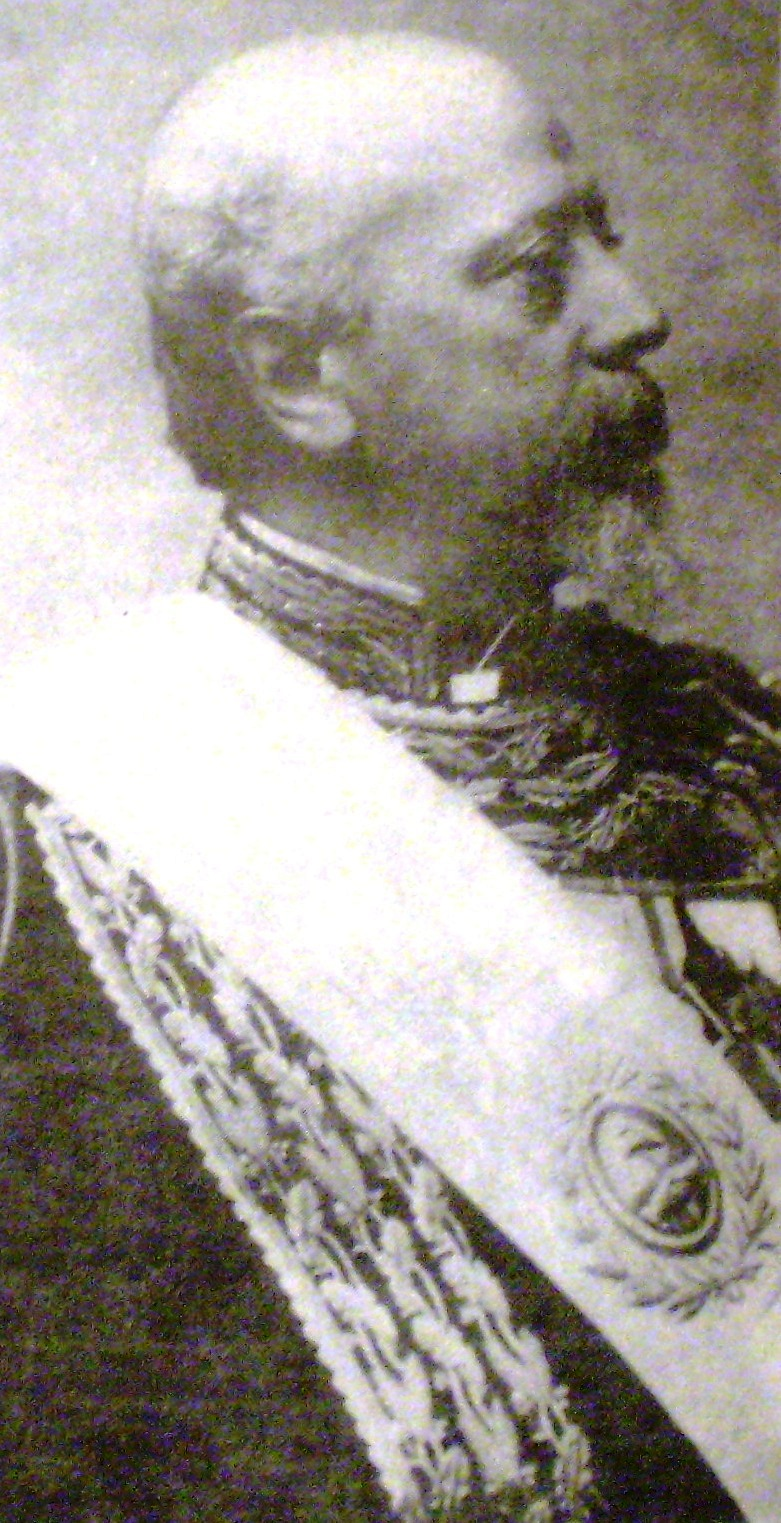
훌리오 로카 대통령. 1880년에서 1906년까지 정계를 지배했다.

1852년 로사스 총독이 축출되자 중앙집권당(Unitarios)과 연방주의자(Federales) 사이에 치열한 싸움이 벌어졌는데 이는 결과적으로 미래의 내분을 미리 막게 된다. 1853년 헌법이 통과된다. 이것은 법학자 후안 바우티스타 알베르디가 초안을 썼으며, 프란체스코회 수사 마메르토 에르키우가 설교를 통해 헌법과 국가 통합을 변호했으며, 처음 몇 년간 어려운 시기를 맞았으나, 1865년 전쟁으로 국가 통합이 강화되는 결과를 낳았다. 대신 그 전쟁으로 파라과이를 멸망 위기까지 몰고 갔다.

## 현대 아르헨티나의 등장
1870년대부터 해외 투자와 이민이 밀려 들어오면서 농업은 근대적으로 발전했고 아르헨티나 사회와 경제 새롭게 재편되어 국가 통합이 강화되었다. 그러나 1870년대 "사막의 정복" 남부 팜파스와 파타고니아의 토착 부족들을 탄압하여 1,300여명의 토착민이 죽었다.
1880년과 1929년 사이 아르헨티나는 경제 성장을 계속하여 당시 세계적으로 부유한 10개국 중 한 곳이었으며 농업 수출 경제로 이익을 보았다. 이민이 늘고 사망률이 떨어지면서 아르헨티나 인구는 5배로 늘었고, 경제는 15배로 확대되었다.
국민자치당은 비민주적으로 아르헨티나 정치를 지배했으나 1912년 로케 사엔스 페냐 대통령이 남성 보통 선거와 비밀 선거를 법제화했다. 그리하여 그들의 전통적인 정적인 중앙집권론자 급진 시민 연맹이 1916년 아르헨티나 첫 자유 선거에서 승리했다. 이폴리토 이리고옌 대통령은 사회 경제 개혁을 추진하고 가족농과 소상인 지원을 확대했다. 그러나 세계 대공황의 여파로 1930년 군부는 그를 축출했다. 그리하여 십 여년간 보수주의자의 지배가 시작되었으며 경제 정책을 보호주의로 선회했다. 아르헨티나는 제1차 세계대전 때 중립을 지켰고, 제2차 세계대전 때도 대체로 그런 태도를 보였으며, 연합국의 식량 공급처가 되었다.

## 페론에서 군사독재까지

### 페론정부
1946년 후안 페론이 대통령이 되면서 정치적 변화가 일어났다 그는 사회 및 교육 정책을 폈으며 노동자 계급의 힘을 강화하고 노조 노동자수를 늘렸다. 그의 아내 에바 페론("에비타"로 잘 알려졌다.)은 페론의 두 번째 임기까지 영부인으로 중요한 역할을 했다. 그녀는 페론의 성공으로 노동 계급 사이에 거물이었다. 1947년 그녀는 에바 페론 재단을 설립하여 사회 복지를 실시했다.

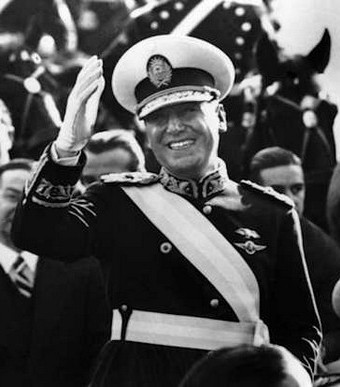
후안 페론 대통령(1946년)

이것은 아르헨티나 최초로 정부가 빈민 구제에 관심을 두게 된 사건이었으며, 기존의 과두정치와는 양립할 수 없는 것이었다. 에비타는 무뚝뚝한 페론과 그의 지지자 사이의 "사랑의 다리"로 여겨졌다. 그녀는 여성 참정권을 얻어냈으며, 페론주의 여성당을 창립하기도 했다. 페론의 두 번째 임기까지 그의 경제학자들은 산업과 도시 발전을 장려했다. 1952년 에비타가 33살의 나이로 죽자 페론 행정부는 점차 아르헨티나의 전통교회인 가톨릭과 자신의 정치운동 사이의 갈등으로 곤란에 처했다. 1955년 쿠데타가 일어나 스페인으로 망명했다.

### 프론디시

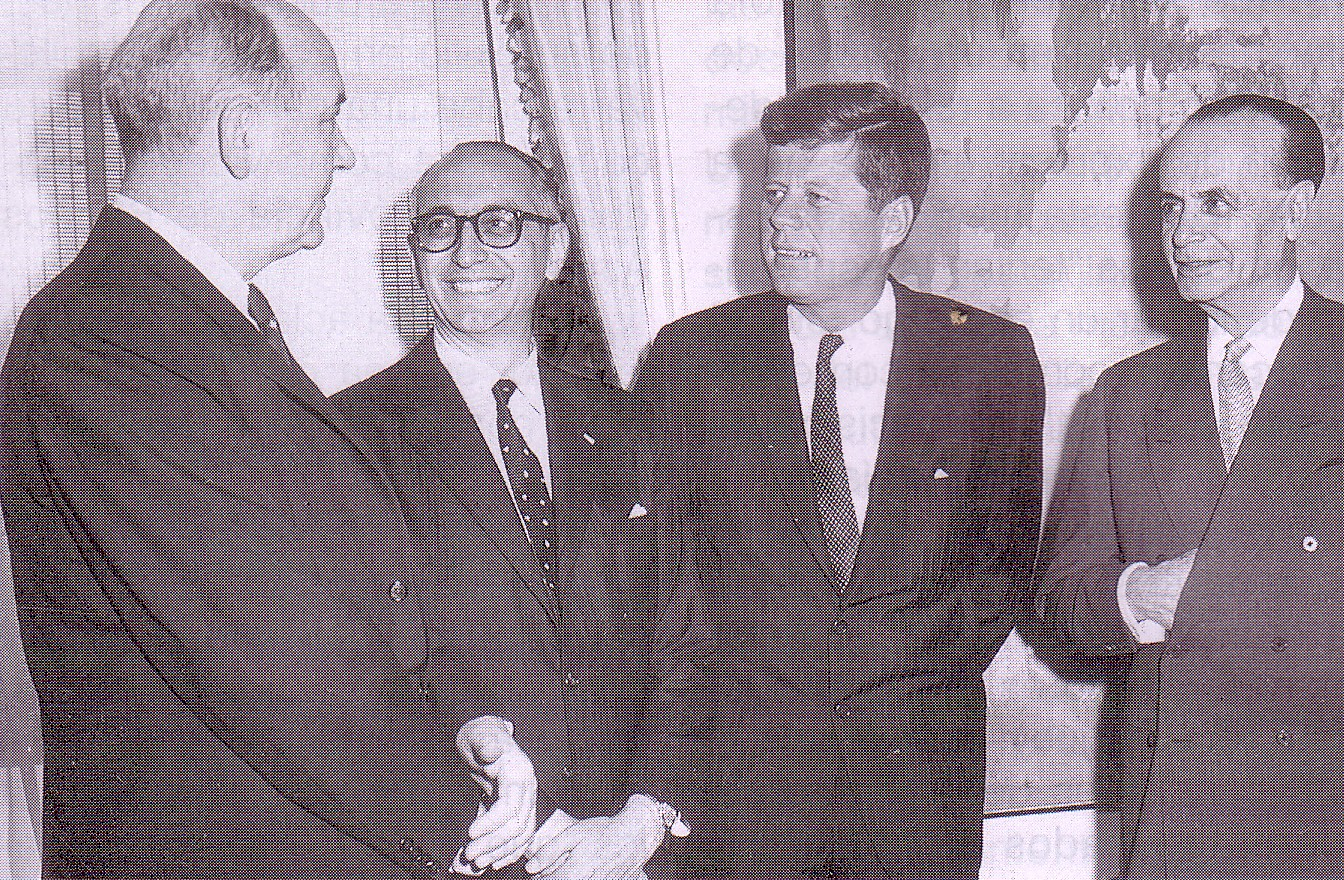
아르투로 프론디시와 미국 대통령 존 F. 케네디. (1961년) 프론디시의 정책은 에너지와 공업 분야의 해외 및 지역 투자를 장려하여 아르헨티나가 두 분야에서 자립할 수 있게 했다.

이후 페론주의자는 숙청되고 정치 활동이 금지됐다. 1958년 선거에서 아르투로 프론디시가 대통령이 되었다. 그는 페론 지지자들의 지원을 일부 얻었으며, 그의 정책은 무역 적자를 보이던 에너지와 공업 분야에 필요한 투자를 장려했다. 그러나 군부는 보수주의자의 이익을 위해 자주 간섭을 일삼았으며 프론디시는 1962년 사임했다.

### 일리아
1963년 아르투로 일리아가 대통령에 선출되어 확장정책을 폈다. 경제적 번영에도 불구하고 그가 페론주의자들을 정계에 끌어들이려 하자 군부는 1966년 쿠데타로 대통령을 축출했다.

### 페론의 재집권과 군사독재
억압적인 군부독재정권은 국내 개발과 공공 사업에 대한 투자를 장려했다. 1975년에 경제는 매우 발전했고 빈곤은 7%나 떨어져 낮은 수준이었다. 부분적으로 군부 정권의 억압 때문에, 정치적 소요가 확됐었으며, 망명지에서 페론은 능란하게 학생과 지식인으로 구성된 시위대를 동원해서 결국 군사 정권은 1973년 자유 선거를 요구하게 되었으며, 페론은 스페인에서 다시 돌아와 대통령이 되었다. 그러나 페론은 1974년 7월에 죽고, 그의 셋째 부인이자 부통령 이사벨 페론은 남편의 뒤를 승계했다. 이사벨 페론은 페론주의자 파벌 사이의 타협으로 선택된 것이었다. 좌우익 극단주의자 사이의 폭력 사태와 재정위기가 일어나자 1976년 3월 24일 군사 쿠데타로 이사벨도 축출됐다.

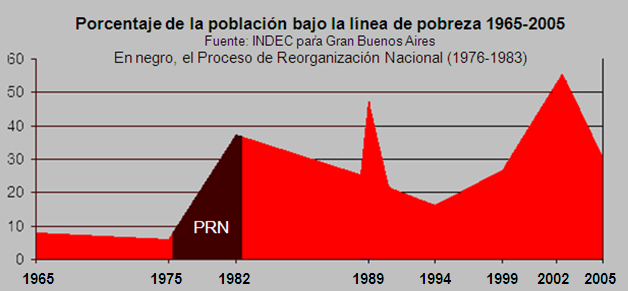
군사정부(PRN) 통치 기간 동안 아르헨티나의 빈곤율(Porcentaje de la población)이 폭증했다. - 아르헨티나 국립통계센서스연구소(Indec)

군사독재정권은 스스로를 국가 재조직 과정이라고 불렀는데, 즉시 잔인하고 불법적인 수단을 동원하여 반대파와 좌파를 탄압(일명 더러운 전쟁)하는 독재를 하였는데, 군사독재정권 당시 아르헨티나 비밀정보국은 칠레 비밀경찰 및 미국 중앙정보국과 협조하여 콘도르 작전을 수행해 수천명의 반체제 "행방불명자"가 생겼다. 더러운 전쟁에 낀 많은 군사 독재자들의 미국의 지원을 받은 자들이었으며, 그들 중에는 아르헨티나 독재자 로베르토 비올라와 레오폴도 갈티에리도 있었다. 군사독재정권은 처음에 얼마간 안정적이었고 여러 중요한 공공 사업을 벌였으나, 잦은 임금 동결과 금융 규제 철폐로 생활 수준이 급격히 떨어지고 외채가 늘어났다.
전례없는 부패와 더불어 산업 위축, 페소화 붕괴, 실질 이자율 하락이 겹치면서, 민중들은 군사독재정권의 인권 유린에 맞섰고 결국 1982년 군사 정부가 영국과 포클랜드 전쟁을 벌이다 패하자 신뢰를 잃고 1983년 자유 선거를 치르게 된다.

## 민주주의

### 알폰신
라울 알폰신 정부는 "행방불명자"를 찾는 작업에 착수했으며, 군대에 대한 민간의 통제 및 민주적인 통합 조직을 세웠다. 군사독재정권 출신자들은 고발되어 종신형을 선고받는 처벌을 받았다. 그러나 과거 정권이 떠안은 외채는 그대로 남아 국제통화기금과 개인 채권자들은 아르헨티나 경제에 몇몇 조건을 내렸으며, 국가는 우선 공공 사업과 국내 신용을 희생하고 외채를 갚아야 했다. 알폰신은 경제 악화를 해결하지 못하여 대중의 지지를 잃었다. 뒤이어 갑자기 닥친 1989년 통화 위기로 물가는 15배나 껑충 뛰었으며, 그는 5개월 일찍 대통령직에서 사임했다.

### 메넴
새로 대통령에 선출된 카를로스 메넴은 사유화 정책을 펴기 시작했으며, 1990년에 두 번째 하이퍼인플레이션 이후 경제학자 도밍고 카바요를 기용하여 1991년 페소화 환율을 달러화에 고정시켰으며, 시장 기반의 정책을 추진해 사유화 정책에 박차를 가하는 동시에 무역 장벽과 기업 규제를 철폐했다. 이런 개혁 덕분에 1990년대 거의 내내 물가 안정을 이루면서 투자와 성장 확대를 이끌었다. 그러나 페소화는 시장에 달러화가 밀려들어와 제 가치를 유지하지 못했으며, 외채가 다시 늘어나는 결과를 낳았다. 1998년 일련의 국제 금융 위기가 닥치고 고정 페소화가 지나치게 고평가되면서 점차 경제 위기로 빠져들었다. 1990년대에 팽배하던 경제 안정에 대한 기대는 갑자기 무너졌으며, 그의 임기말인 1999년 누적된 문제들과 부패 보고로 메넴은 인기를 잃었다.

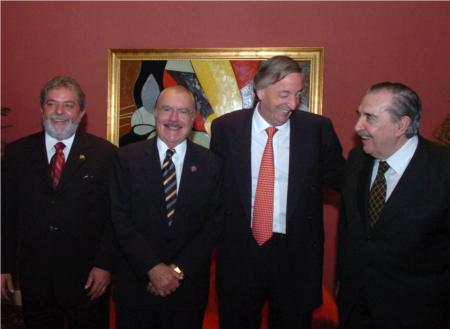
브라질 대통령 루이스 이나시오 룰라 다 시우바(2003~)와 호세 사르네이(1985-90)가 아르헨티나 대통령 네스토르 키르츠네르(2003-07)와 라울 알폰신(1983-89)과 다시 만났다.

### 루아
후임 대통령 페르난도 데 라 루아는 카를로스 메넴정권의 만성적인 재정 적자와 악화된 수출 경쟁력을 물려받았다. 정치 연합은 균열을 보이기 시작했고, 카바요가 다시 경제 장관으로 돌아오자 이는 금융 파생상품 시장에 의한 위기로 해석되었다. 이에 맞불로 카바요는 결국 자본 이탈 흐름을 막고 긴급한 채무 위기를 막을 수밖에(은행 계좌를 동결하며 정점을 이루었다) 없었다. 그러나 대중의 불만은 계속되었고 2001년 12월 20일 아르헨티나는 1890년 대불황 이래 최악의 사회 및 경제 위기에 봉착했다. 거리에선 폭력 시위가 일어났고 경찰과 충돌하여 사망자가 발생했다. 시위 군중 사이로 점차 "모두 꺼져라"라고 외쳤으며, 결국 데 라 루아 대통령도 사임하게 된다.

### 두알데
아르헨티나는 2주 동안 세 명의 대통령을 갈아치웠으며, 2002년 1월 2일 입법 의회가 에두아르도 두알데를 임시 대통령으로 임명하면서 극에 달했다. 아르헨티나는 해외 채무에 대해 채무 불이행(default)를 선언했으며, 11년간 지속된 페소화의 달러화 연동은 폐지되었고, 이로써 페소화가 크게 절하되고 인플레이션을 막았다. 중도 좌파 성향의 페론주의자 두알데는 2002년 말까지 실업률이 25%에 이르고 실질 임금이 지난 60년간 최저치를 보이면서 금융 및 사회경제 위기에 봉착했다. 이 위기로 대중은 정치인과 제도를 더욱 불신하게 되었다. 이듬해 시위가 득세했으며, 경제는 2002년 말부터 안정되기 시작했으며 그해 12월 은행 인출 제한이 해제되었다.

### 키르츠네르

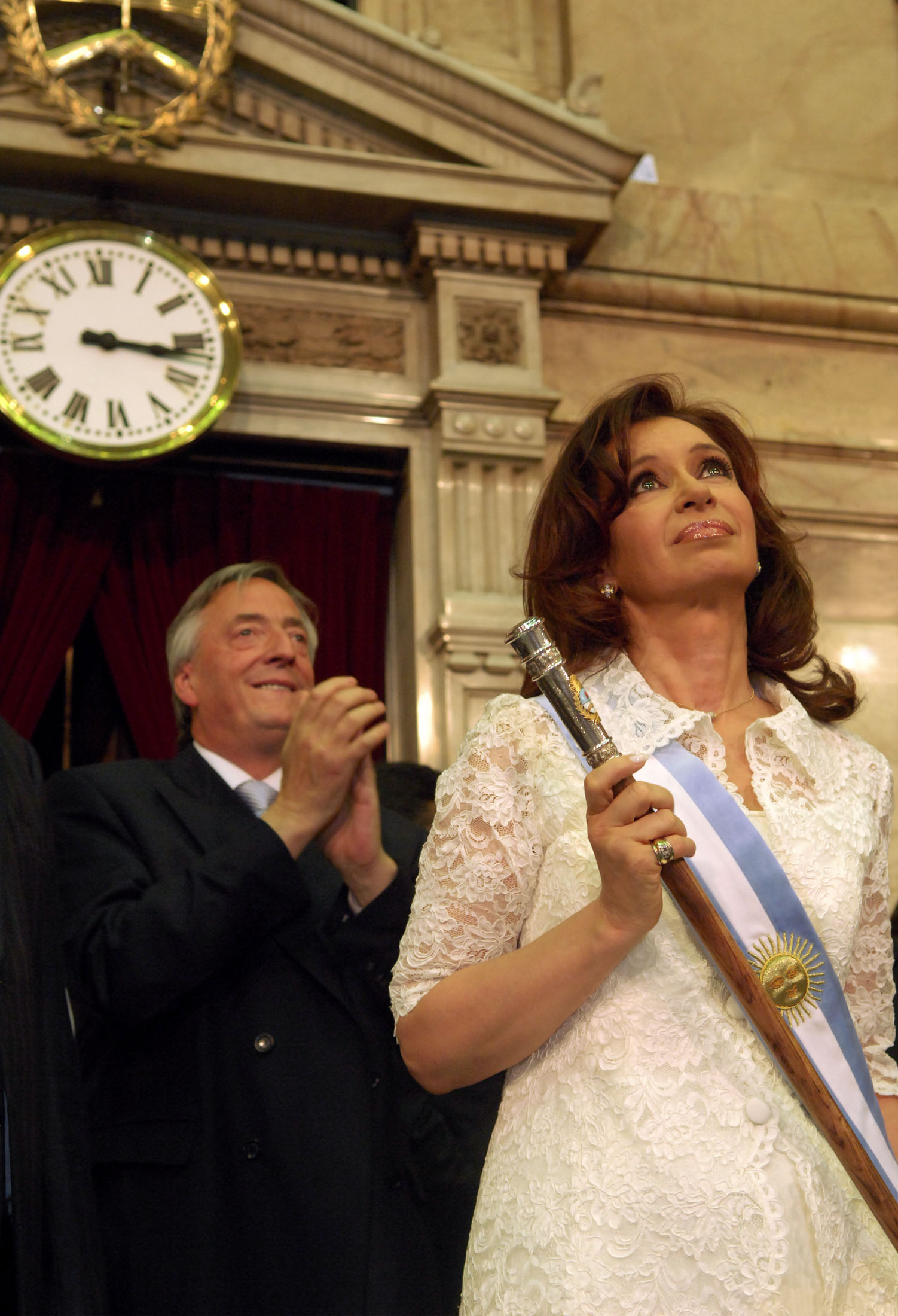
전 대통령 크리스티나 페르난데스 데 키르츠네르. 2007년 12월에 취임했다.

2003년 5월 사회민주주의 페론주의자 네스토르 키르츠네르 산타크루스 주지사가 대통령에 선출됐다. 환율의 평가절하 정책 덕택에 정부는 산업 부흥했으며, 수입대체(import substitution)와 수출 증가에 기반을 둔 새 정책을 실행했고, 재정과 무역 면에서 안정적으로 흑자를 보였다. 키르츠네르 시기에 아르헨티나는 대부분의 채권에 높은 할인율(약 66%)로 채무 재조정을 했다. 또한 2005년 국제통화기금에 대한 모든 외채를 갚았다. 공익 사업을 재조정하고 90년대 민영화된 기업 중 일부를 국유화했다. 그의 경제부 장관인 로베르토 라바냐는 강력한 소득 증진 정책과 공공 사업 투자를 추진했다. 그리하여 아르헨티나는 경제위기에서 벗어나 경제 성장을 계속 하게 되었다.
네스토르 키르츠네르가 2007년 대선에 출마하지 않는 대신, 그의 부인인 크리스티나 페르난데스 상원의원이 출마하여 당선됐다. 페르난데스는 아르헨티나 역사상 직접 선거로 뽑힌 첫 번째 여성 대통령이 됐다. 여당인 승리를 위한 전선은 대통령 선거와 함께 치러진 총선과 지방선거에 승리해서 의회를 다수를 차지했다. 페르난데스 대통령은 농업 수출세 인상 계획을 펴려고 하자, 2008년 3월부터 7월까지 농업인들이 대규모 시위를 벌이며 직장폐쇄로 반발했다. 2008년 7월 16일 부통령 훌리오 코보스는 의회의 가부 동수(同數) 결과에서 상원의장으로서 여당에 반대표를 던져서 대통령의 정책을 좌절시켰다. 2008년 10월 세계 금융 위기가 닥치자 크리스티나 페르난데스 대통령은 남편의 정책대로 국가가 직접 경제에 개입했다. 2009년 6월 총선에서 집권연합 승리를 위한 전선이 패해 과반수를 잃었다. 2009년 10월 아르헨티나 상하원은 야당의 반대에도 불구하고 1개 업체가 소유할 수 있는 방송 면허의 수를 제한하는 것을 주요 내용으로 하는 미디어 개편법안을 통과시켰다. 이 미디어 개편법안에 대해 정부와 대립각을 세워온 클라린을 겨냥했다는 평가도 있다.